# Vrtna rovka
Vrtna rovka (znanstveno ime Crocidura suaveolens) je vrsta rovke, ki je razširjena tudi v Sloveniji.

## Opis in biologija
Kot večina ostalih rovk tudi vrtna rovka lovi podnevi in ponoči v dve do tri urnih ciklih. Odrasle živali so samotarske. Samice gnezda ustvarijo pod podrtim drevjem in pod skalami. Parjenje poteka med marcem in septembrom, samica pa ima na leto od 4 do 5 legel, v katerih je od 1 do 6 mladičev. V naravi vrtna rovka živi okoli 18 mesecev.

## Razširjenost
Vrtna rovka je razširjena po Evropi, Bližnjem vzhodu, Aziji in delih Severne Afrike Najraje se zadržuje po grmovjih in vrtovih, kjer lovi majhne žuželke, črve, lazarje, pupke in majhne glodavce.